# Королець західний
Королець західний (Eopsaltria griseogularis) — вид горобцеподібних птахів родини тоутоваєвих (Petroicidae). Ендемік Австралії.

## Опис
Довжина птаха становить від 13,5 до 15,5 см, розмах крил 24-27,5, вага близько 20 г. Виду не притаманний статевий диморфізм.
Голова, шия і верхня частина тіла сірого кольору. Горло біле, груди сірі. Від очей до дзьоба ідуть чорні смуги, над очима світло-сірі "брови". Живіт яскраво-жовтий. Гузка і покривні пера хвоста жовті у номінативного підвида; оливково-зелені у підвида E. g. rosinae. Також птахи цього підвида мають довші крила і хвіст і коротші дзьоб і лапи.
У молодих птахів голова, шия і верхня частина тіла темно-коричневі з кремовими смужками, горло сіро-біле, груди кремово-коричневі, живіт білий або кремовий з коричневим відтінком.

## Поширення і екологія
Західний королець є ендеміком Західної і Південної Австралії. Він мешкає в евкаліптових і акацієвих лісах, а в посушливих районах- в чагарниках. 

## Таксономія
Виділяють два підвиди захдного корольця. Номінативний підвид E. g. griseogularis мешкає на південно-західному узбережжі штату Західна Австралія, від Ланцеліна на заході до затоки Кінг-Джордж-Саунд на сході. Підвид E. g. rosinae мешкає на більшій території, від Джуріен-Бей на заході до півострова Ейр на сході. Між ареалами двох підвидів є велика зона гібридизації.
Деякі дослідники вважають, що необхідно розділити вид Eopsaltria griseogularis, який вони вважають надвидом, або видовим комплексом і виділити кожний підвид в окремий вид. Генетичні дослідження підтверджують значну різницю між E. g. griseogularis і E. g. rosinae, однак більшість систематиків досі вважає західного корольця одним видом.

## Розмноження
Сезон розмноження триває з липня по січень. За сезон може вилупитися до двох виводків. В кладці 2-3 яйця, інкубація триває близько 15 днів.